# Ángela Nzambi
Ángela María Nzambi Bakale (nascida em 7 de outubro de 1971) é uma escritora, feminista e ativista de direitos humanos da Guiné Equatorial que vive em Valência, Espanha. Publicou três livros: Ngulsi (2012), Biyaare (2015) e Mayimbo (2019); com este último recebendo o Prêmio Internacional Justo Bolekia Boleká de Literatura Africana em 2019. 

## Biografia
Ángela Nzambi nasceu em Lia, subúrbio de Bata, na Guiné Equatorial. Ela estudou na Escola Secundária Carlos Lwanga em Bata e na Escola Secundária Rey Malabo em Malabo . Iniciou o ensino superior na Escola Nacional de Agricultura (ENA) de Malabo e depois mudou-se para a Universidade de Valência para estudar Ciências Empresariais. Posteriormente, ela passou um tempo em Houston, na Universidade de St. Thomas, para um curso intitulado “Iniciativa de Alfabetização para Hoje”.
Atualmente trabalha como Gerente de Voluntariado e Impacto para a ONG Comissão Espanhola de Assistência aos Refugiados [ es] (CEAR). Ela também é membro do Conselho de Cidadãos no ramo Valenciano do partido político Podemos .  

## Escritos
Nzambi publicou o seu primeiro livro, Ngulsi, em 2012. A narrativa desta obra é retirada da tradição oral. Baseia-se na reinterpretação de algumas histórias, que surgiram, em parte, da sua educação na Guiné Equatorial e foram contadas pelos "karichobo" (parentes matrilineares ) do seu grupo étnico, os Bisao .
Posteriormente, participou de duas obras literárias coletivas: Navidad dulce, Navidad ( Natividade, Doce Natividade, 2012) e 23 Relatos sin Fronteras ( 23 Histórias sem Fronteiras, 2015).
O segundo livro, Biyaare ( Estrelas ) foi publicado em 2015. Assumindo um estilo ensaístico, misturado com um estilo narrativo característico inspirado na tradição oral, Nzambi reflete sobre pessoas que “brilharam como estrelas”, que a encorajaram durante a sua actividade profissional como uma activista cultural.
O seu terceiro livro, Mayimbo ( Wanderings ) ganhou o Prémio Internacional Justo Bolekia Boleká de Literatura Africana, em 2019. O livro confunde as linhas entre passado e presente, África e Espanha, e tem como pano de fundo o mundo interior de um cidadão de ambos os países. 
Nzambi é uma defensora do feminismo racializado - o reconhecimento da igualdade de direitos dentro do feminismo a partir da perspectiva de uma mulher negra, face ao "duplo estigma" de ser simultaneamente mulher e pessoa negra. 
Nzambi fez campanha activamente sobre questões de migrantes na Espanha. Participou também em diversas Conferências, destacando-se: “III Foro Mundial de Migraciones", organizado pela CEAR – a ONG espanhola de ajuda aos Refugiados– em Madrid; e “África y los pueblos de ascendencia africana: problemáticas actuais y acciones para el future”, organizado pela Howard University, em Washington DC. 